# Katarzyna Hąc-Wydro
Katarzyna Agnieszka Hąc-Wydro – polska chemik, doktor habilitowany nauk chemicznych.

## Życiorys
W 2002 r. ukończyła studia chemiczne na Uniwersytecie Jagiellońskim, w 2005 r. obroniła pracę doktorską pt. Badanie organizacji molekularnej nowych pochodnych amfoterycyny B o obniżonej toksyczności w monowarstwach lipidowych, której promotorem była prof. Patrycja Dynarowicz-Łątka, w 2014 r. habilitowała się. Pracuje na Uniwersytecie Jagiellońskim.
Należy do Rady Dyscypliny Naukowej - Nauk Chemicznych UJ.